# ☆ぴょんぴょん☆
☆ぴょんぴょん☆（1987年10月10日 - ）は、日本のアイドルタレント、お笑いタレント。芸名の前後に「☆」のマークが付くのが正式な表記である。
身長165cm、O型。本名:三保麻美。
芸名の由来は本人曰く、小泉今日子の愛称「キョンキョン」からとしている。

## 来歴
静岡県伊豆の国市出身。アキバ系ライブでアニメソングなどを歌うアイドルとして活動を開始する。
2007年9月末にガッポリ建設門下に三番弟子として入門、お笑い芸人としての活動も開始する。なお、入門のきっかけは、元々藤崎マーケットのファンだった☆ぴょんぴょん☆が、東京・新宿でランニングシャツ姿の二人組を見かけて藤崎マーケットだと思い込み「弟子にして下さい!」と言い寄った所、それがガッポリ建設だったとのことからで、それまでガッポリ建設のことは知らなかったという。
2008年4月5日に大阪市阿倍野区の「stage＋plus」で、初のワンマンライブ（音楽ライブ）を行った。司会進行は師匠のガッポリ建設が務めていた。
かつては歌手、タレント、声優「秘めが華（ひめがはな）☆ぴょんぴょん☆」として「ノンストップエージェンシー」と業務提携していた。その後、ガッポリ建設が主宰する「ホームラン教室」のメンバーとなった。
浅川渉（ルサンチマン）、岬のワルツ（現・銀河の夜 高山カズタカ）、おーたに（現・ミスアルプス）、連日恋夜の自主トークライブ『THE POP』の2008年10月16日の回にゲスト出演した時に、当時ルサンチマンを解散してピン芸人になったばかりの浅川渉の芸名を『パジャマお兄さん（黒猫お兄さん）』と名付けた。
東京・中野区のStudio twlのライブ『東京神輿』→『東京ホリデー』においては、テーマ曲（作詞・作曲・歌）とマスコットガールを務めている。また、お笑いライブだけでなく、『勝ち抜け! ピスタチーオ』『マサシンライブ』など、アイドルイベントや歌のライブの出演も多い。
2010年4月から、松竹芸能所属となる。

## 人物
おニャン子クラブ、CoCoなど1980年代～1990年代（前半）のアイドル、『らんま1/2』などの漫画（アニメ）などを好んでいる。アイドルについては、その後1970年代以前にも興味を持っている。また、SHOW-YAなど1980年代に活躍していたロックミュージシャンにも興味を持っているところがある（ロックを歌う時は『★ぴょんぴょん★（ブラックぴょんぴょん）』というキャラクターで出演することがある）。
特技はエア・ギターで、2007年の『全国エアバンドバトル』では第3位、『エアギタージャパン2008』第1回東京地区予選（2008年6月1日）にも出場。
なお、デビュー後も東京都内に移り住むようなことはせず、仕事のあるたびに地元・伊豆から通っている。
楽曲の創作・提供
作詞、作曲をすることもあり、ライブで自作の曲を披露している。CDも何枚か発売している。『イツザイS』の番組中で、2010年3月15日松竹芸能主催『BIG MOUNTAINライブ』で「濱口劇団」公演のテーマ曲の作詞・作曲（歌は村瀬みちゃことの「ぴょん♪みちゃ（メガネマーク）」）を手掛け、アイドルグループ「3娘1」には☆ぴょんぴょん☆が作詞・作曲した曲『どっかんVIVA☆ラヴ』を提供するなどもした。しかし『どっかんVIVA☆ラヴ』は、「3娘1」の解散により、この曲がデビュー曲にしてラストの曲となった。
濱口優率いるエア・ロックバンド「禿夢」に、楽曲提供の協力をしている。

## 芸風など
- 衣装は、以前は水色のドレスだったが、その後水玉模様入りの赤の衣装が多くなっている。なお、お笑いライブ、アイドルライブ、歌ライブともこの衣装で出演することが多い。まず「ガッポリ建設～! 三番弟子の～! ぴょんぴょんです!」と、叫びとポーズを入れながらあいさつをしている。
- プロ野球選手の物真似（フォームの真似など）を演じた時は、1980年代以前に活躍していた選手の物真似が多かった。
- 織田信長、上杉謙信など歴史上の人物をネタにすることもある。また、ギターを弾きながら歌ネタや一言ネタなどを披露するといったこともあった。
- ネタで自作の曲を披露することがあり、1980年代のアイドルソングの替え歌や、「いとしさと切なさと織田信長と」「おすもうサンバ」など自作の曲を取り入れたりもしている。

## ディスコグラフィー

### アルバム
1. Batchgoo!!Girls Revolution4（2009/5/9）
  - Massaman Recordsから発売のオムニバスCD。「NOT！友達宣言」（作詞と作曲は☆ぴょんぴょん☆）を収録。
2. NEO IDOL SUPER COMPILATION Vol.2（2009/10/7）
  - MME Recordsから発売のオムニバスCD。「夜明けのブーケ」（作詞と作曲は☆ぴょんぴょん☆）を収録。
3. MASA-SHIN Presents Omunibus CD Vol.4～Girls Cover Collection～（2010/4/23）
  - Massaman Recordsから発売のオムニバスCD。「Melody」（浅香唯のカバー）を収録。

### 楽曲提供
- 嗚呼！ロボット　大和龍二　（作詞　作曲：☆ぴょんぴょん☆）

## 出演

### テレビ
- 怒りオヤジ3 （テレビ東京） - 2008年8月28日
- イツザイ （テレビ東京）
『インディーズ芸人オーディション』、2008年8月30日初出演。キャッチコピーは『ホームランアイドル』（同年10月11日に師匠のガッポリ建設がこのコーナーに出演した時も少し出演）
『濱口優女芸人プロデュースオーディション』からは、村瀬みちゃこと組んだコンビ『ぴょん♪みちゃ（メガネマーク）』で出演
『女性ボーカルオーディション』では、第2次の歌唱力審査に参加、☆ぴょんぴょん☆作詞・作曲の『初めての空』を村瀬みちゃことの2人で歌う（2009年9月5日放送、第2次審査通過はならず）。
- イツザイS （テレビ東京）
- とびっきり!しずおか（静岡朝日テレビ）
- ゲームレコードGP（MONDO21）
- 静岡発そこ知り（静岡放送）- 2010年11月17日
- アットエス シネマ情報（静岡放送） - 2011年4月～
- 静岡○ごとワイド!（静岡第一テレビ） - 2012年5月28日～

### ラジオ
- グッドモーニングガレージ （InterFM） - 2007年11月6日
- こちカワ!! （FM多摩川） - 2009年4月17日、2009年7月10日
- 河井あきのわんわんラジオDX （FM多摩川） - 2009年11月16日
- ユリオカ超特Qのらっしゃい!Radio（VOICE CUE）

### WebTV
- ぴょんぴょんのセキララアイドル計画☆（Stickam JAPAN!）
隔週で東京都内のスタジオ、伊豆の☆ぴょんぴょん☆の自宅それぞれから生放送でライブ配信を行っている。自宅からの放送では、ゲストの多くは☆ぴょんぴょん☆の家族が出演している。2009年7月9日には、母と妹が司会で☆ぴょんぴょん☆がゲストという形で放送した。また、放送中はチャットで視聴者からのコメントを募集している。2009年9月までは放送時間は毎週木曜日20:00～21:00、2009年10月5日からは毎週月曜日20:00～21:00。2009年12月7日からは、東京都内からはデックス東京ベイスタジオからの生放送となった。
放送中、名前が同じ屋号の「ぴょんぴょん舎」から注文して取り寄せた盛岡冷麺を食べながら進行していることがある。
この番組は、2010年4月19日のデックス東京ベイスタジオからの生放送を以って終了。
- まんてん温泉（あっ!とおどろく放送局） - 2009年11月27日から、毎月第4金曜日放送
- OLIVER'S WORLD（あっ!とおどろく放送局）

### その他
- スナイパーエンジェルス （ダウンロードサウンドドラマ） - ルーペ 役